# Model Behavior - Una passerella per due
(tagline del film)
Model Behavior - Una passerella per due (Model Behavior) è un film per la televisione statunitense del 2000 diretto da Mark Rosman.
Il film, tratto dal romanzo Janine and Alex, Alex and Janine, di Michael Levin, è stato trasmesso dalla Walt Disney Television tramite l'emittente The Wonderful World of Disney sull'ABC e rappresenta il primo ruolo da protagonista dell'allora diciannovenne Maggie Lawson e la seconda apparizione cinematografica di Justin Timberlake.

## Trama
Greenfield: Alexandra "Alex" Burroughs è una sedicenne timida, insicura e goffa, da sempre bersaglio privilegiato delle angherie delle ragazze più popolari della scuola e che coltiva il sogno di diventare una fashion designer, mentre suo padre preferirebbe che prendesse in mano gli affari di famiglia e che ereditasse la pasticceria da lui gestita.
New York City: Janine Adams è una esuberante, emancipata e a tratti arrogante supermodella sedicenne che, nonostante domini la scena e sia su tutte le maggiori riviste di moda, si sente intrappolata nella sua carriera unicamente per volontà della madre, maniaca del controllo, e tutto ciò che vorrebbe è una vita da ragazza normale.
Il destino delle due ragazze si intreccia nel momento in cui Deirdre, la madre di Janine, parte per due settimane per un tour fotografico, cosa che da alla figlia la possibilità, recatasi a Greenfield per firmare autografi e, sfuggita al controllo della sua segretaria, di godersi un po' di libertà ed infrangere la ferrea dieta impostale da tutta la vita concedendosi qualche dolce nella pasticceria dei Burroughs; qui ha una collisione ed in seguito si ritrova nello stesso bagno con Alex. Le due ragazze, accortesi dell'incredibile somiglianza reciproca condivisa decidono di sfuggire alla routine delle loro vite scambiandosi di posto l'una con l'altra per una settimana.
Janine si trova così a gestire i panni di Alex compiendo un cambio di immagine radicale al suo status di "imbranata", ribellandosi alle prepotenze dell'"ape regina" dell'istituto Mindy Kaylis ed attirando l'attenzione della star della scuola, Eric Singer; mentre Alex, dapprima imbarazzata, incomincia ad acquisire più fiducia in se stessa vestendo i succinti panni di Janine e si innamora del giovane, affascinante e sensibile fotomodello Jason Sharp.
Sebbene il giorno programmato per scambiarsi nuovamente di ruolo dalle due fosse venerdì entrambe finiscono per avere un appuntamento sabato sera, cosa che le porta a concordare di posticipare lo scambio. Sfortunatamente finiscono per avere i loro appuntamenti nello stesso locale, cosa che dà luogo a molteplici fraintendimenti e fa terminare la serata in un fiasco, poiché entrambi i ragazzi finiscono per convincersi che le due ragazze stiano vedendosi anche con qualcun altro (cosa effettivamente vera). A complicare le cose ci sono il ritorno anticipato di Deirdre e il fatto che Josh, fratello minore di Alex, abbia scoperto il loro inganno.
Amareggiate, le due ragazze tornano dunque ognuna nei propri panni ma, qualche giorno più tardi, la sera del ballo di fine anno, entrambe vi si recano per ragioni diverse: Janine spera di poter rivedere Eric e chiarirsi con lui, mentre Alex vi si trova per cercare di dimenticare il dispiacere e la nostalgia di Jason. Nel corso della serata tuttavia, entrambe le famiglie delle ragazze si presentano al ballo e, davanti agli occhi di tutti, ogni equivoco viene chiarito. L'occasione serve anche a far capire a Deirdre il desiderio di Janine di avere una vita normale ed al padre di Alex l'importanza che hanno per la figlia i suoi sogni.
Compresa la verità, Eric perdona Janine per avergli mentito e lascia Mindy per mettersi con lei; inoltre, Jason, dopo aver visto la videocassetta filmata da Josh che mostra Alex e Janine insieme, decide di perdonare a sua volta la ragazza e di chiederle un ballo.